# Give Me Up
「Give Me Up」（ギヴ・ミー・アップ）は、1986年に発売されたイタリア出身のマイケル・フォーチュナティ（Michael Fortunati）のメジャー・デビュー・シングルで、1980年代ユーロビートの代表的な曲として知られる。
バナナラマの『アイ・ハード・ア・ルーマー』（全米4位）はこの曲に触発されて制作されたといわれている。
日本ではオリコン洋楽シングルチャートで1987年3月16日付から4週連続1位を獲得した。
1987年2月にBaBeがデビュー・シングルでカバーしたのを初め、様々なアーティストにカバーされている。

## 日本国内でのカバー

### BaBeによるカバー

#### 解説 (Babe版)
1987年2月21日に発売されたBaBeのメジャー・デビュー・シングル。原曲の歌詞は「彼女に浮気された男の心情」を歌っているのに対し、日本語版は「臆病でセンチメンタルな彼氏を励ます女の心情」を歌った物になっている。
フジテレビ系ドラマ『あまえないでョ!』主題歌。
TBSテレビ「ザ・ベストテン」では、同年3月5日の「今週のスポットライト」にて初出演（3月19日、同番組で11位まで上昇したが、ベストテン入りならず）。
ジャケット写真の左上に掲載されているレーベルのマークが、グレー色と黒色の2種類が存在する。

#### 収録曲 (Babe版)
全曲　日本語詞：森雪之丞／編曲：大村雅朗
1. Give Me Up
作曲：Michael De San Antonio,Pierre Michael Nigro,Mario Giuseppe Nigro
2. THEY DON'T KNOW 〜悲しみは朝の雫のように〜
作曲：Kirsty MacColl
シンガーソングライター、Kirsty MacCollの「They Don't Know」（1979年）のカバー。BaBeカバーの編曲はトレイシー・ウルマンによるカバー（1983年）の編曲に似ている。

### Miによるカバー
Miの4枚目シングル。初回限定盤は川嶋あいをフィーチャーした「未来の地図」が収録されたボーナスCDとの2枚組。アルバム『80's×Mi』にAlbum Versionが収録されている。
収録曲
1. Give Me Up
BaBe盤のカバー。
2. 愛の病
3. I Love Music4
4. Give Me Up（inst)

### その他のカバー
収録作品は初出のもののみ記載する。
△…マイケル・フォーチュナティ盤のカバー
◇…BaBe盤のカバー
- 長山洋子 - 1987年2月1日発売のアルバム『ヴィーナス』。訳詞：さかたかずこ、編曲：鷺巣詩郎による日本語カバー。
- 成田勝（当時、ディスコ・東京地区「マハラジャ」の社長） - シングル『Into The Night』のB面曲として、1987年4月21日発売。訳詞：秋谷銀四郎、編曲：幾見雅博による日本語カバー。バージョン違いの『GIVE ME UP 12’ SPECIAL MAHARAJA REMIX』が12inchシングルレコードで同年発売された。
- W (ダブルユー)◇ - 2004年アルバム『デュオU&U』。
- ニコモノ!◇ - 2005年シングル「I Don't Know!」（BaBeのカバー）のカップリング。
- 安良城紅△ - 2005年アルバム『Beni』通常盤。2005年TDKCM曲。
- PONI-CAMP△ - 2006年アルバム『Lop-Eared POP STAR☆』。
- メロン記念日◇ - 2008年ベスト・アルバム『MEGA MELON』。
- 玉置成実 - 2009年シングル「GIVE ME UP」。加藤哉子訳詞・河合進補作曲による日本語カバー。
- 中森明菜◇ - 2017年カバー・アルバム『Cage』。